# Йорда, Рафа
Рафаэль «Рафа» Йорда Руис де Ассин (исп. Rafael "Rafa" Jordà Ruiz de Assin; 1 января 1984, Санта-Перпетуа-де-Могода, Испания) — испанский футболист, нападающий.

## Клубная карьера
Начинал играть в молодёжной команде «Дамм» в сезоне 2000/01. Следующий сезон провёл в молодёжке «Валенсии», а сезон 2002/03 — в молодёжной команде «Нумансии».
Профессиональную карьеру начал в сезоне 2003/04 годов в четвертом дивизионе испанского первенства, в клубе «Нумансия Б». Сезон 2004/05 провёл в третьей лиге, где выступал за команду «Перальта», однако клубу он был отдан в аренду, а права на игрока принадлежали «Нумансии». Сезон получился удачным и «Нумансия» решила вернуть игрока. Сыграл три матча в высшем дивизионе чемпионата Испании. Продолжил выступать в «Нумансии», однако в сезоне 2006 года вновь отправился в аренду, на этот раз в клуб «Бенидорм». В 2008 году перешёл в «Аликанте». В сезоне 2008/09 провел 13 матчей, забил 3 мяча. В следующем году перешёл в «Эркулес», однако на поле в составе этой команды не выходил.
27 января 2010 года подписал контракт с «Леванте».
В феврале 2012 года клуб китайской Суперлиги «Гуйчжоу Жэньхэ» объявил о подписании двух испанских футболистов, одним из которых стал Рафа Йорда.

## Международная карьера
Игрок провёл один матч за сборную Каталонии по футболу.